# 천하일색 말괄량이
천하일색 말괄량이는 1970년 공개된 대한민국의 영화이다.

## 배역
- 신성일
- 엄앵란
- 문희
- 최지희
- 여운계
- 최인숙
- 트위스트 김
- 방성자
- 이철
- 최석
- 권오상
- 김립